# Dark Light
Dark Light är det femte studioalbumet av den finländska rockgruppen HIM, utgivet internationellt den 26 september 2005 på Sire Records. Det var deras andra album producerat av Tim Palmer. Inspelningen ägde rum vid Paramour Studios i Los Angeles. Dark Light var det första finska albumet att sälja guld i USA.
Singlarna från albumet var "Wings of a Butterfly", "Vampire Heart" och "Killing Loneliness".

## Låtlista
Alla låtar är skrivna av Ville Valo, där inget annat anges.
1. "Vampire Heart" – 4:45
2. "Wings of a Butterfly" – 3:29
3. "Under the Rose" – 4:49
4. "Killing Loneliness" – 4:29
5. "Dark Light" – 4:30
6. "Behind the Crimson Door" – 4:34
7. "The Face of God" – 4:34
8. "Drunk on Shadows" – 3:49
9. "Play Dead" – 4:36
10. "In the Night Side of Eden" – 5:39
11. "Venus (In Our Blood)" – 4:35 *
12. "The Cage" – 4:29 **
13. "Poison Heart" – 3:46 (Ramones-cover)***

- *   bara tillgänglig i den Exclusiva Internet Edition och den japanska versionen
- **  bara tillgänglig i den Special Digibook Edition, den Exclusiva Internet Edition och den japanska versionen
- *** bara tillgänglig på Wings of a Butterfly-singeln och den japanska versionen

## Medverkande
- Ville Valo – sång
- Mikko Viljami "Linde" Lindström – gitarr
- Mikko Henrik Julius "Migé" Paananen – bas
- Janne Johannes "Emerson Burton" Puurtinen – keyboard
- Mika Kristian "Gas Lipstick" Karppinen – trummor